# Santi Comesaña
Santi Comesaña, né le 5 octobre 1996 à Vigo en Espagne, est un footballeur espagnol qui évolue au poste de milieu de terrain au Villarreal CF.

## Biographie

### Coruxo FC
Né à Vigo en Espagne, Santi Comesaña est formé à l'ED Val Miñor. Le 9 juillet 2015 il rejoint le Coruxo FC, club de troisième division espagnole. Le 22 juillet 2015, lors de son premier match, il est titulaire en championnat face à l'Atlético Astorga FC, et inscrit également son premier but, participant à la victoire de son équipe (2-3). Le 6 décembre de la même année, il se fait remarquer en réalisant un triplé, lors d'une victoire face au SD Compostelle (5-1).

### Rayo Vallecano
Le 16 juillet 2016, il s'engage en faveur du Rayo Vallecano, club de deuxième division espagnole. Le 17 octobre 2017, il prolonge son contrat jusqu'en juin 2023 avec le Rayo Vallecano.
A l'issue de la saison 2017-2018 le Rayo Vallecano est sacré champion de deuxième division, Comesaña obtient alors le premier titre de sa carrière. Il découvre la Liga lors de la saison 2018-2019.
Pour sa première saison au sein de l'élite espagnole, il prend part à 25 matchs. Le 20 janvier 2019, il inscrit son premier but en Liga, lors de la réception de la Real Sociedad (2-2). C'est son seul but de la saison.
Il participe une nouvelle fois à la promotion du club en première division à l'issue de la saison 2020-2021.

### Villarreal CF
Le 29 juin 2023, Santi Comesaña rejoint le Villarreal CF. Il signe un contrat de quatre ans, soit jusqu'en juin 2027,.

## Palmarès

### En club
Rayo Vallecano
- Champion d'Espagne de deuxième division (1) :
  - Champion : 2017-2018.